# Joan Besoli
Joan Besoli Lluelles (ur. 17 września 1959) – andorski strzelec, olimpijczyk. Brał udział w igrzyskach w roku 1992 (Barcelona). Nie zdobył żadnych medali.

## Letnie Igrzyska Olimpijskie 1992 w Barcelonie
| Konkurencja | Eliminacje | Eliminacje | Finał                 | Finał                 |
| Konkurencja | Punkty     | Miejsce    | Punkty                | Miejsce               |
| ----------- | ---------- | ---------- | --------------------- | --------------------- |
| Trap        | 140        | 29.        | → Nie awansował dalej | → Nie awansował dalej |